# Републикански път III-4005
Републикански път IIІ-4005 е третокласен път, част от Републиканската пътна мрежа на България, преминаващ изцяло по територията на Великотърновска област, Община Стражица. Дължината му е 9,7 km.
Пътят се отклонява наляво при 158,1 km на Републикански път I-4 северозападно от село Кесарево и се насочва на север по долината на Голяма река (приток на Стара река) (десен приток на Стара река (приток на Янтра) от басейна на Янтра). След 9,7 km, в южната част на град Стражица се свързва с Републикански път III-407 при неговия 23,5 km.
| Пътища, отклоняващи се надясно (населено място, № на пътя, посока на пътя) | km  | Пътища, отклоняващи се наляво (посока на пътя, № на пътя, населено място) |
| -------------------------------------------------------------------------- | --- | ------------------------------------------------------------------------- |
| Община Стражица, I-4, 158,1 km ←                                           | 0,0 | ← 158,1 km, I-4, Община Стражица                                          |
| (за с. Благоево) общински път ←                                            | 7,5 |                                                                           |
| (до 71 km на III-405) III-407, 23,5 km, гр. Стражица ←                     | 9,7 | ← гр. Стражица, 23,5 km, III-407 (от с. Моравица)                         |